# A Fullmetal Alchemist szereplőinek listája
Ez a lista Arakava Hiromu Fullmetal Alchemist című manga- és animesorozatának szereplőit mutatja be.

## Főszereplők

### Edward Elric
Fiatal alkimista, kinek jellemét főként az életében történt bonyodalmak formálták. Mikor Ed 2-3 éves volt, édesapja elhagyta őket édesanyjával, aki belehal a férje utáni vágyakozásba. Kiskorában kísérletezett alkímiával, de csak a gyerekeknek valóval; szobrokat, játékokat hozott létre. A történtek drasztikus döntésre kényszerítik: elhatározza, hogy öccsével, Alphonse-zal feltámasztják az édesanyjukat ún. humán transzmutációval, s ezért Izumi Curtishez szegődnek alkimista tanoncként. Mikor kitanulták az alkímiát, nem törődve a tabukkal megpróbálták feltámasztani Trishát, ám nem jártak sikerrel: Edward a bal lábával fizetett, Alphonse pedig az egész önvalójával. Később derül ki, hogy a rosszul sikerült humán transzmutációnak hála létrehoztak egy Rest névre hallgató homonculust, aki az édesanyjukra hasonlít. Ednek, feláldozva jobb karját, még sikerült megmentenie az öccse lelkét, melyet egy páncélhoz csatolt. Később művégtagokat, ún. automailt kapott elveszett végtagjai helyére. Tizenkét éves korára sikeresen letette a vizsgát, és belépett az állami alkimisták közé, az „Acél Alkimista” nevet kapva. Innen a sorozat címe (japánul: Hagane no Renkinjutsushi). Ezzel szemben a full metal és a japánok által hibásan szlengesített fullmetal szóhasználat valójában nem egyértelműen jelent kifejezetten acélt. A magyar fordítás szerencsére a japán címből építkezett, de a főcím megtartotta az angolra hajazó kifejezést. Ed onnantól kezdve már alkímiával harcolt is (de előtte is). Parancsnoka Roy Mustang ezredes lett, akire úgy tekint, mint a többi katonára-a hadsereg vérebe. Sok barátot szerzett, ilyen például Maes Hughes az alezredes nyomozó, aki mindenben segíti Edet-később Ed célja Hughes megbosszulása lesz. A sorozat nagy része alatt 15 éves, s élete célja, hogy megtalálja a Bölcsek Kövét, visszaszerezve vele az öccse és a saját testét. Edward amúgy elég makacs fiú, nem mindig fogad el segítséget, csak ha tényleg szüksége van rá. Szivós és elszánt, bátor, az évek során megedződött. Néha nagy a szája, de okos. Alacsony (155 cm, de a cipőjével és az „antennájával” együtt 165 cm), de ha erre bármilyen megjegyzést tesznek, rögtön ugrik, s akkor a legjobb döntés a menekülés. A tejet sem kedveli túlzottan, mert, idézem, ő nem iszik meg tehénből kicsavart hányást. (De kérem, akkor mi a helyzet a kecsketejjel? Ez nem derül ki.) Hiába a mérete, fürge, jól mozog, teste szálkásan izmos. A sorozat rajongói gyakran hozzák össze őt Winryvel, gyerekkori barátnőjével és szerelőjével, de ez tévedés, nincs köztük barátságnál több (bár a mangában, azaz a képregényben kételyesek az érzelmeik.) A sorozat végén, mikor mindenre fény derül, az Irigy nevű homonculus megöli Edet, azonban Al feltámasztja, de így ő hal meg. Mikor Ed megtudja, hogy mi történt újra a humán transzmutációval próbálkozik és sikerrel jár. Al 10 évesen tér vissza az élők közé és minden emlékét elveszti. Ed a kapu túloldalára kerül és apjával él együtt a mi világunkban 1921-ben.
Japán szinkronhangja: Paku Romi. Angol szinkronhangja: Vic Mignogna. Magyar szinkronhangja: Szabó Máté.

### Alphonse Elric
Alphonse, becenevén Al a sorozat másik főszereplője, Ed öccse. Sokkal szelídebb, nyugodtabb, mint a bátyja, bár kicsit naiv is. A sorozat nagy része alatt 14 éves, s páncélhoz kötött lélekkel él. Mivel testét nem tudja használni, nem is fejlődik, így mikor a testét sikeresen visszaszerzik, az összes emléke elveszik és újra tizenhárom éves lesz. Mindig a bátyjával tart, hűségesen követi és szereti őt, mindenben támogatja, amiben csak tudja. A történet végéhez közeledve Karmazsin egy bombát csinál belőle, ezért Sebzett a bátyjától kapott karját felhasználva megmenti Al életét és ezután Al lesz a Bölcsek Köve. Mikor visszanyeri testét, semmire sem emlékszik az eltelt 4 évből és arra szánja el magát, hogy Edet visszahozza az élők közé. Odavan a macskákért. Ő is olyan mint Edward. jól harcol, jól bírja ő is az alkímiát.
Japán szinkronhangja: Kugimiya Rie. Angol szinkronhangja: Aaron Dismuke. Magyar szinkronhangja: Baráth István.

### Winry Rockbell
Winry az Elric fivérek gyermekkori barátja és Ed szerelője. Riesenburgban él nagyanyjával, Pinako nénivel, mivel szüleit kiskorában megölte az ishvali háborúban egy Sebzett nevű ishvali. Művégtagokkal foglalkozik, valóságos mániákus, mindene a műszaki dolgok. Jellemileg elég agresszív, ha valami nem tetszik neki, azt megmondja, sőt, legtöbbször Eden tölti ki a dühét, miközben csavarkulccsal püföli, és meg is ússza, mivel a fiúban van annyi önérzet, hogy lányt nem bánt. Aktív lány, és elég magabiztos. Igazi kemény lány, de azért mégis nyafogós. Előfordulhat, hogy szerelmes Edwardba, viszont a fiú nem mutat iránta érdeklődést ilyen téren. Egyidős Eddel.
Japán szinkronhangja: Megumi Toyoguchi. Angol szinkronhangja: Caitlin Glass. Magyar szinkronhangja: Györfi Anna.

### Roy Mustang
Állami Alkimista, csakugyan, mint Ed. Ő a Láng Alkimista, a sorozat nagy része alatt ezredes, de sok más rangot is megélt már. Edward felettese. A kesztyűje különleges anyagból készült, mivel ha csettint, az anyag összedörgölésével és a levegő anyagának megváltoztatásával lángokat tud létrehozni. Veszélyes a harcban, ám gyengesége a víz, mivel ha nedves lesz a kesztyűje, az használhatatlanná válik. Roy életcélja, hogy ő legyen az ország vezetője, a Führer. Előszeretettel piszkálja Edet, viszont sokat segített nekik az életük során. Amúgy elég tüzes egy férfi, sorra csábít minden hölgyet, s úgy váltogatja őket, mint más a zokniját. Ám testőre, Riza Hawkeye és közte gyanús a kapcsolat, talán több is van köztük, mint kollégaság? Újonc korában harcolt az ishvali háborúban, mely nagy nyomást gyakorolt az életére. Ekkor döntötte el, hogy a lehető legmagasabb posztra emelkedik, hogy senki se adhasson neki olyan feladatot, amit nem akar elvégezni. Mikor megtudja Edtől az igazat a Führerrel kapcsolatban, akkor ő maga megy elintézni a problémát. Legyőzi a Führert, ám a harcban ő is elveszíti bal szemét.
Japán szinkronhangja: Toru Ohkawa. Angol szinkronhangja: Travis Willingham. Magyar szinkronhangja: Hujber Ferenc.

## Negatív szereplők

### Apa
Ő hozta létre a Homunkuluszokat. Erős, Hohenheim alakját vette fel, még akkor, amikor Lombikban töltött éve alatt a Xerxészi lakosság életenergiájának felhasználásával mindkettejükből "emberi bölcsek kövét" teremtett.
Japán szinkronhangja: Kayumi Iemasa (a 2009-es anime). Angol szinkronhangja. Kent Williams (a 2009-es anime). Magyar szinkronhangja: Juhász György.

### Dante
A 2003-as anime történetvezetésében a főellenfél. Több, mint 400 éves. Ő és Hohenheim hozták létre az első homunculust, Irigyet. Ő volt az, aki összegyűjtötte a homunculusokat, hogy megtalálják neki a bölcsek kövét. A lelketlen lényeket félrevezeti, hogy emberek lehetnek "újra", viszont a Kő az ő lelkének újabb testbe költöztetéséhez kell. 400 éve váltogatja a testét, a lelke ide-oda költözik, de az újdonsült testek a lelkét minden alkalommal rövidebb ideig bírják el, hiszen a lélek is gyengül. A végzete az lett, hogy Falánk felfalta.
Japán szinkronhangja: Kazuko Sugiyama. Angol szinkronhangja: Cindee Mayfield. Magyar szinkronhangja: Kassai Ilona.

### Homunkuluszok

Homunculusok a Fullmetal Alchemist mangában, balról jobbra: Buja, Irigy, Rest (hátul), Falánk, Büszke, Harag, Kapzsi

A homunkulusz (másképp: apró emberke a lombikban) egy mesterségesen létrehozott ember. A homunkuluszok létrehozásának módja markánsan különbözik a 2003-as anime, és a 2009-es és a manga között. Míg eredetileg a homunkuluszok az Apa nevezetű létforma (aki mellesleg maga is homunkulusz) kreálmányai, hogy megszabadulhasson az embereket sújtó hét főbűntől, addig a régebbi animében homunkulusz akkor születik, ha egy alkimista tiltott humán transzmutációt hajt végre, hogy visszahozhasson egy embert. Az eredménye egy kupac csont, és hús alkotta groteszk alak lesz, ami ha hamis bölcsek kövét eszik (az apró vörös kövek), testet ölt.
Mindkét sorozatban hasonló tulajdonságokkal rendelkeznek, vagyis majdnem halhatatlanok, nagyon erősek, gyorsak, és sajátos, emberfeletti tulajdonságokkal bírnak. Emellett az alkotók megváltoztatták a 2003-as animében néhány homunkulusz karakterét.

#### Buja
Az első homunculus, aki feltűnik Falánkkal. Ő a Tökéletes Lándzsa, vagyis különleges képessége, hogy ujjaiból hosszú pengét tud alakítani, átvágva azzal bármit.
A 2003-as animében Buja a harmadik legfiatalabb homunkulusz. Sokáig harcol a homunkuluszok oldalán, ám a sorozat végére áttér a "jó oldalra", mivel minden vágya, hogy ember lehessen. Végül Harag öli meg.
A 2009-es animében Buja, a kéjvágyó a második legidősebb homunkulusz (a FullMetalWiki szerint kb. 250 éves) és az egyik legokosabb és legnagyobb manipulátor társai között. Falánk oldalán ő jelenik meg először, de ő is pusztul el először. Miután kis híján végez Mustang-gal és Havoc-kal, Mustang addig hamvasztja el a testét, míg a Bujában lévő bölcsek köve kimerül, és a homunkulusz elpusztul.
Japán szinkronhangja: Satou Yuuko. Angol szinkronhangja: Laura Bailey (II). Magyar szinkronhangja: Solecki Janka.

#### Falánk
A 2003-as animében Falánk valószínűleg a harmadik legidősebb a hét homunkulusz között, mivel felismeri Kapzsit, mikor találkoznak. Képessége, hogy mindent képes megenni, az elfogyasztott emberekből, pedig képes hamis bölcsek kövét termelni a szervezete. Betegesen imádja Buját, értelmi képességei pedig igen egyszerűek, körülbelül egy kisgyerek szintjén állhat. Dante őt akarja felhasználni a bölcsek kövéhez. Azt akarja tőle, hogy egye meg a követ, így Falánk lesz a kő. Falánk a történet végén megeszi Dante-t.
A 2009-es animében Falánk, a telhetetlen a második legfiatalabb homunkulusz (kicsivel több mint 100 éves), akit Apa aközben hozott létre, mikor megpróbálta megteremteni a Kaput. Falánk, tehát egy hamis kapu, aki amellett, hogy mindent képes felfalni, a gyomrát szétnyitva ezt a hamis kaput használva, csapdába ejtheti akit elnyel vele. Miután kimerül a testében lévő bölcsek köve, Apa ugyan újrateremti, de az Edward-ékkal folytatott csata folyamán Kevély elnyeli és magába olvasztja.
Japán szinkronhangja: Yasuhiro Takato. Angol szinkronhangja: Chris Cason. Magyar szinkronhangja: Rába Roland.

#### Irigy
Homunculus. Különleges képessége, hogy bárki alakját fel tudja venni, így remek kém és sokszor átvert embereket.
Kegyetlen, gyűlöl minden embert.

##### A 2003-as animében
Eredeti neve Hoju Elric – Hohenheim 400 évvel ezelőtti fia, aki meghalt higanymérgezésben, Edék féltestvére, és a legidősebb homunkulusz. Gyűlöli Hohenheimt, mivel ő hozta létre, azután elhagyta, hozzámenve Trishához. Haragját legtöbbször Edwardon tölti ki, mivel benne folyik az apja vére. Mikor megtudja, hogy apja még él a kapu túloldalán, akkor elhatározza, hogy ő is átmegy a kapun és végez apjával. Azonban a kapuban sárkánnyá válik és egy másik világba kerül.

##### A mangában és a 2009-es animében
Irigy, a féltékeny a negyedik legidősebb homunkulusz (175 éves), akinek valódi alakja egy sárkányszerű szörny, aki a xerxes-i lelkeket tárolja a testében. Betegesen gyűlöli az embereket, ám a végén kiderül, hogy valójában irigyli azok hatalmas lelki erejét és küzdeni akarását. A Megígért Napon Roy Mustang végezni akar vele, ám miután Edward megmenti, végül öngyilkos lesz, mikor kitépi és összeroppantja a testében lévő bölcsek kövét. Míg a régebbi sorozatban Dante mellett gyakorlatilag Irigy a másik főellenség, addig ebben a verzióban inkább csak egy mellékszereplő.
Japán szinkronhangja: Yamaguchi Mayumi. Angol szinkronhangja: Wendy Powell. Magyar szinkronhangjai: Lázár Erika (csak a 2003-as anime első felében), Seder Gábor.

#### Kapzsi
A 2003-as animében a második legidősebb homunculus, akit Dante hozott létre, képessége, hogy testét képes törhetetlen réteggel, pajzzsal bevonni azáltal, hogy megszilárdítja a testében lévő szenet. Életcélja, hogy övé legyen minden. Több mint 100 évig bebörtönözve tartották az Ötös labor egyik pincéjében, szökésekor egy pár kimérát is kiszabadított, akik vele tartottak. Később visszatért Dante házába, ahol egy csapda várja. Fel van rajzolva a homonculusok megtörésére létrehozott kör és a közelébe van rakva Kapzsi csontváza. Legyengült állapotban harcol Eddel, aki megöli. Halála előtt Kapzsi elmondja, hogy hogy lehet legyőzni a homunkuluszokat, és arra megkéri Edet, hogy ölje meg őket, mert ők rosszak és mindent ők irányítanak.
A 2009-es animében Kapzsi, a mohó, a harmadik legidősebb homunkulusz ("lassan a kétszázadik évét tapossa"). A történet előtt kb. 100 évvel elhagyja Apát, mert mellette nem tudta volna kielégíteni a mohóságát. Miután megütközik Eddel és Izumi-val, Harag elfogja, majd miután visszautasítja Apa kérését, hogy újra dolgozzon velük, testét forró lávában elolvasztják, és a bölcsek kövét Apa ismét magába olvasztja.
Japán szinkronhangja: Suwabe Junichi. Angol szinkronhangja: Chris Patton. Magyar szinkronhangja: Lengyel Tamás.

#### A második Kapzsi
A 2009-es sorozatban Kapzsi visszatér a történetbe, mikor Apa homunkulusszá változtatja Ling Yao-t. Ling elfogadja Kapzsit, aki átveszi fölötte az irányítást, ám Ling lelke olyan erős, hogy nem veszik el teljesen. Idővel, miután Kapzsi emlékei visszatérnek korábbi életéről, és ismét apja és testvérei ellen fordul, Ling és Edward szövetségese lesz. A történet végén Apa ismét magába akarja olvasztani, de Kapzsi legyengíti a képességével, és testét puha grafittá változtatja. Ezután Apa kitépi magából, minek következtében Kapzsi meghal.

#### Rest
A 2003-as sorozatban ő az a homunkulusz, amelyet Edwardék hoztak létre a balul sült humán transzmutáció során, mikor halott édesanyjukat próbálták visszahozni az életbe. Különleges képessége, hogy egész teste vízből van, így bármin képes átfolyni. Ő a Führer titkárnője Juliet Douglas néven. Douglas azonban az ishvali háború egyik katonája volt, de már meghalt. Erre jött rá Hughes is. Harag úgy tekintett Restre, mint az anyjára. Az Edék elleni harcban egybeolvadt Resttel, azonban előtte magába olvasztotta Trisha maradványait. Az egyesülés után Rest nem tudott mozogni, így Ed metanollá változtatta és elpárolgott. Harag meg égési sérüléseket szenvedett. A homonculusokat úgy lehet bénítani illetve sakkban tartani, hogyha a feltámasztani kívánt ember (akinek a feltámasztásakor létrejöttek) maradványai a közelében vannak.
A 2009-es sorozatban Rest egy egész más karakter. Ő Rest, a tunya, az ötödik legidősebb homunkulusz (kb. 150 éves), aki egy túlméretezett, csekély értelmű, lusta melák. Annak ellenére, hogy igen lusta, Rest volt a leggyorsabb homunkulusz. Emellett hatalmas fizikai erővel is rendelkezett. Feladata az volt, hogy egész Amestris körül ásson egy alagutat, melyen a későbbi Megígért Napon tervezett transzmutációs kör széle. Munkája végeztével Rest feladata volt, hogy elintézze Olivier Armstrongot, ám annak öccsével, Armstrong őrnaggyal, és Izumi férjével, Siggel folytatott harcot elveszíti, és megsemmisül. Kedvenc mondása mindenre, hogy "nyűg".
Japán szinkronhangja: Yoshino Takamori. Angol szinkronhangja: Lydia Mackay. Magyar szinkronhangja: Nyírő Eszter (2003-as anime); Kapácsy Miklós (2009-es anime)

#### Büszke (Selim Bradley, Kevély)
A 2003-as animében ő a legtökéletesebb homonculus, képes az öregedésre. Továbbá a szeme átlát mindenen, ezen van a homonculus jel is. Igazi lénye maga a Führer, King Bradley. Folyton háborúzik, hogy így az emberek elkeseredjenek és a bölcsek kövének nyomába eredjenek, továbbá a folyamatos harcok miatt rengeteg halott van, akiknek a lelke nélkülözhetetlen a kő elkészítéséhez. Ennek az anime végén Roy Mustang öli meg.
Japán szinkronhangja: Shibata Hidekatsu. Angol szinkronhangja: Ed Blaylock. Magyar szinkronhangjai: Faragó András (3-7 részen át a 2003-as animében); Varga Rókus.
A 2009-es verzióban nem Büszkének, hanem találóbban Kevélynek hívják. Kevély a legidősebb és legerősebb a homunkuluszok között (több mint 300 éves). Az alteregója Selim Bradley, a Führer kisfia. Kevély hatalmas erővel rendelkezik, mely gyakorlatilag megegyezik a többi testvére összerejével (lándzsák, kemény bőr, kivételes erő, képességek megszerzése, stb...). Emellett ő a homunkuluszok másodparancsnoka, akit Apa a saját képére (kevélységből) teremtett. A Megígért napon Edward győzi le, minek következtében Kevély visszatér embrionális formájába. Később Selimként nevelkedik az emlékei nélkül. Ő az egyetlen a homunkuluszok között, aki életben marad.
Japán szinkronhangja: Tsumura Makoto (gyerekként a 2003-as animében); Kiuchi Hidenobu (a 2009-es animében). Angol szinkronhangja: Zarah Little; Brittney Karbowski. Magyar szinkronhangjai: Horák Balázs (a 2003-as animében); Bolba Tamás (a 2009-es animében)

#### Harag
A 2003-as verzióban Harag, aki képes alkímiát használni homunculus létére. Ő vette el Ed végtagjait a balul sült transzmutáció során, így most ő viseli őket – s emberi végtagok révén képest alkímiát használni. Izumi Curtis elhunyt gyermeke, akit csecsemő korában transzmutáltak, de a Kapuban tovább fejlődött. Minden vágya, hogy ember lehessen, azonban mikor látja, hogy Buja mennyire elgyengül a piros kövek elvesztésekor, akkor meggondolja magát és Buját is megöli. Rest halála után fel akarja őt támasztani a bölcsek kövével. Dante parancsára Irigy a kapu elé viszi, ahol elveszti Ed végtagjait. A harcok után automailt kap és úgy él tovább.
A 2009-es verzióban Harag, a dühös nem más, mint a Führer, King Bradley, az ország vezetője. Harag az egyetlen homunkulusz, aki öregszik. 60 évesen ő a legfiatalabb, de a második legerősebb társai közül. Kiváló harcművész, és kardforgató. Képes aránylag könnyedén legyőzni az első Kapzsit, és egyszerre harcolni a második és Fuu ellen. Emellett ő a Tökéletes Szem, aminek köszönhetően ki tudja számítani, hogyan történnek a dolgok, és mindig megfelelően tud reagálni rájuk. Valaha ember volt, akit sok más közül választottak ki a szerepre. Különlegessége, hogy teste ugyan rendkívül erős, és lassan öregszik, de regenerálódni nem tud. Ez lesz a veszte, mikor sebesülten megküzd Sebzettel, aki nagy sérülések árán, de legyőzi őt.
Japán szinkronhangja: Mizuki Nana. Angol szinkronhangja: Luci Christian. Magyar szinkronhangja: Berkes Bence (2003-as anime), Varga Rókus (2009-es anime)

## Egyéb szereplők

### Alkimisták
Az alkimisták az anyag szerkezetét változtatják meg és valami újat hoznak létre. Egyik legfontosabb törvényük az Egyenértékűség elve, miszerint ha valamit kapnak, azért valamit adniuk is kell. A másik, hogy nem végezhetnek humántranszmutációt, azaz nem próbálkozhatnak meg halott emberek feltámasztásával. A legtöbb alkimista csatlakozott a hadsereghez, mivel ez biztosítja megélhetésüket, de ezért a többi lenézi őket és a hadsereg kutyáinak nevezi.

#### Alex Louis Armstrong
Armstrong őrnagy az erős kar alkimista. Követi a vezetőség parancsait, de mindig Edéket próbálja segíteni és óvni a veszélytől. Szeret hencegni családja "képességeivel". Kézfején boxert visel amire, Mustang kesztyűjéhez hasonlóan, alkimista kör van rajzolva. Ő is részt vett az ishvali háborúban. Mindig segíti Edéket és Mustangot. Egyszer megmenti Edet és Alt meg Dr. Marcoh-t, amikor megtámadja őket Sebzett. Armstrongnak mindenféle családi örökségei vannak: kb. 30 km/h sebességgel képes futni, művészi tövis támadás stb. A történet vége felé feltűnik nővére, aki legyőzi őt és kidobja az Armstrong család villájából, de később egymás oldalán harcolnak.
Japán szinkronhangja: Utsumi Kenji. Angol szinkronhangja: Christopher R. Sabat. Magyar szinkronhangja: Faragó András.

#### Solf J. Kimblee
Ő a karmazsin alkimista. Mániája, hogy mindent felrobbant. Az ishvali háborúban ő is kapott egy hamis bölcsek kövét, ami felerősítette őt. A háború után letartóztatták és halálbüntetésre ítélték, ugyanis a saját embereit és feljebbvalóit is felrobbantotta. Az ítéletet nem hajtják végre, ugyanis még több elítéltet akarnak összegyűjteni a készülő Bölcsek kövéhez. Az 5-ös laborban kirobbanó káosznak hála nem hal meg, majd ezután visszahelyezik a hadsereghez és a homunculusoknak dolgozik. Őt küldik először Liorba, hogy felingerelje az ott lakókat és legyen ok a háborúra. Kapzsi szökésekor ő is csatlakozik hozzá és a kimérákhoz. Azonban elárulja Kapzsit Archer alezredesnek és így visszakerül a hadsereghez. Később Al és Heinkel túljárnak Kimbley és Selim eszén. Ebbe a harcba Kimbley majdnem belehalt, de még halála előtt Selim "felfalja" őt. A történet végén mikor Selim végezni akar Eddel, akkor a Selimben Bölcsek kövévé vált Kimbley akadályozza meg.
Japán szinkronhangja: Ueda Yuji. Angol szinkronhangja: Eric Vale. Magyar szinkronhangja: Joó Gábor.

#### Isaac McDougal
Az úgynevezett fagy alkimista a 2009-es animében. Megszökött a börtönből. A Karmazsin alkimistát megpróbálta rávenni hogy csatlakozzon hozzá, de nem csatlakozott. Végül alkimista harcba keveredett Eddel és Mustanggal. King Bradley végzett vele.

#### Giolio Comanthe
A 2009-es animében az ezüst alkimista. Sebzettel harcolt mikor meghalt.

#### Izumi Curtis
Edward és Alphonse Elric az Alkímia tanító mestere volt. Férje Sig Curtis.
Japán szinkronhangja: Tsuda Shoko. Angol szinkronhangja: Christine Auten. Magyar szinkronhangja: Németh Kriszta.

#### Sig Curtis
Japán szinkronhangja: Sasaki Seiji. Angol szinkronhangja: Bob Carter. Magyar szinkronhangja: Varga Tamás.

#### Van Hohenheim ("23-as")
Ed és Al apja. Az ókori Xerxesben rabszolga volt fiatalként, 23-as kóddal. Egy nap egy üvegflaskára bukkant benne egy különleges élőlénnyel. Egy fekete árnyékra emlékeztető dolgot talált, aminek szeme, szája volt és beszélni kezdett hozzá. A Van Hohenheim nevet adta neki és megtanította írni, olvasni és az alkímia alapjaira. Ez az élőlény volt az első és igazi homunculusz, akit "Kis barátom a flaskában"-nak nevezett. A homunculusz miatt pusztult el Xerxes és lett Hohenheim halhatatlan, testében a Bölcsek kövével. Arra tette fel életét, hogy találjon egy olyan módot, amivel rendes emberré válik és feleségével együtt halhat meg.
Japán szinkronhagjai: Maszasi Ebara (a 2003-as anime); Ishizuka Unshou (a 2009-es anime). Angol szinkronhangjai: Scoot Neil (a 2003-as anime); John Swasey (a 2009-es anime). Magyar szinkronhangja: Király Attila.

#### Tim Marcoh
Dr. Marcoh is részt vett az ishvali háborúban. A hadsereg számára kutatott a Bölcsek Köve után, és nagy mennyiségű vörös követ (nyers illetve hamis Bölcsek Köve) állított elő. Elmenekült, miután belátta milyen pusztítást vittek véghez a hamis Bölcsek Kövével. Később megtalálja Edward, és Marcoh elmondja neki merre találja a jegyzeteit. Buja faggatta ki, hogy merre vannak a jegyzetei, ezután Falánk megette Marcoh-t.
A 2009-es animében a Bujával való találkozás után próbál eltünni a homunculusok látköréből de végül Sebzettel egy csapatba szegődik.
Japán szinkronhangja: Totani Kouji. Angol szinkronhangja: Bris Amstrong. Magyar szinkronhangja: Forgács Gábor.

#### Russell és Fletcher Tringham
"Imposztorok". Ed és Al-nak adták ki magukat annak érdekében, hogy folytathassák apjuk kutatását a bölcsek kövének előállításához.

#### Shou Tucker
A létszobrász alkimista. Diplomáját azzal nyerte, hogy létrehozott egy beszélő kimérát. Kezdetben Ed és Al nála tanultak a lakásán. Azonban vészesen közeledett az elszámolás napja – ez az a nap, mikor az alkimistának fel kell mutatnia valami kutatás etérében, mert ha nem, akkor elveszíti diplomáját. Tucker kétségbeesésében a saját lányából és kutyájából csinált egy beszélő kimérát. Ed leleplezte őt, ezért letartóztatták és halálbüntetésre ítélték. A kimérája megszökött és Sebzett sajnálatból megölte. Edék az 5-ös laborban találkoznak Tuckerrel, ahol ő maga is kimérává vált és a bölcsek kövének előállításán dolgozik, hogy feltámaszthassa a lányát. Kapzsi a szökésekor Tuckert is magával vitte. A történet vége felé Tucker Alt használja fel, hogy feltámassza lányát, azonban a lelkét nem sikerült visszahoznia a kővel sem, így a lánya csak egy üres test. Tucker megőrült és kislánya testével bezárkózott egy raktárba, ahol a falra rajzol neki és úgy beszél hozzá, mintha tudata lenne.
Japán szinkronhangja: Nagai Makoto. Angol szinkronhangja: Chuck Huber. Magyar szinkronhangja: Bardóczy Attila.

### Állami Hadsereg
A Hadsereg képviseli a legnagyobb erőt élén a Führerrel. Az egész országban jelen vannak és védik azt, de túl sokat háborúznak, amiből csak a hadsereg vezetőinek lehet haszna, ugyanis a Bölcsek köve segítségével egy halhatatlan hadsereget akarnak létrehozni, hogy leigázhassák a többi országot.

#### Frank Archer
Hughes halála után ő lett az új nyomozó alezredes. Szeret háborúzni és a liori háborúval akar feljebb lépni a ranglétrán. Mikor Sebzett aktiválja az alkimista kört a város körül, akkor Archer kis híján belehal, a testének bal oldala szinte teljesen eltűnik. Ezután Tuckernek hála Archer bal oldalát egy gépezetté alakítják. Mikor megtudja, hogy Mustang a Führer ellen lázad, akkor a megölésére indul. Meg is találja a legyengült Mustangot, azonban mielőtt megölné, Hawkeye hadnagy lelövi.
Japán szinkronhangja: Hayami Sho. Angol szinkronhangja: Troy Baker. Magyar szinkronhangja: Varga Gábor.

#### Olivier Mira Armstrong
Az északi Briggsi erőd vezér őrnagya, és egyben Alex Louis Amstrong nővére. Briggsben mindig tél van és Amestris legveszélyesebb erődje, ugyanis folyamatosan harcban áll az északi szomszédos országgal, Drachmával. Minden briggsi katona szó nélkül engedelmeskedik neki és az a mottójuk, hogy csak a legerősebbek élik túl. Olivier egy fagyos tekintetű, szigorú, de csinos nő, aki hidegvérrel képes megölni akárkit. Testvérét lenézi, amiért az megfutamodott Ishvalban, Mustang udvarlását pedig nyíltan visszautasítja. Mikor Ed és Al a vendégszeretetét élvezik, akkor bukkan fel a bázison az egyik homunkulusz, Rest, akit lefagyasztanak. Később megérkezik Raven altábornagy, a Führer egyik bizalmasa, aki felajánlja neki, hogy csatlakozzon hozzájuk és örök életet kaphat egy halhatatlan hadsereg élén. Ezt hallva megölte a férfit és bebetonoztatta a földbe. Mikor megtudja a teljes igazságot a Führerről és a homunkulusokról, akkor megpróbál annak bizalmába férkőzni. A központi harcokban Mustang oldalán harcolt.
Japán szinkronhangja: Soumi Yoko. Angol szinkronhangja: Stepahnie Young. Magyar szinkronhangja: Kerekes Andrea.

#### Buccaneer
Olivier Armstrong első számú embere, ő a jobbkeze. Egy nagydarab, félelmet nem ismerő katona, akinek egyik karja automail. Ő talál rá Edre és Alra, mikor azok Briggsbe tartanak. Central ostromakor az első sorban harcol, minden tervet sikeresen végrehajt, azonban a Führer ellen kevésnek bizonyul. Azonban így is győzelemmel felérő vereséget szenvedett.
Japán szinkronhangja: Otomo Ryuzaburo. Angol szinkronhangja: Phil Parsons. Magyar szinkronhangja: Harmath Imre.

#### Vato Falman
Falman altiszt Mustang irányítása alatt. Mikor feloszlatják Mustang csapatát, akkor őt Északra, Briggsbe küldik, ahol Armstrong testvére, Olivier Mira Armstrong alatt szolgál. Továbbra is együttműködik Mustanggal, minden parancsát hűen követi, de ahhoz nincs elég bátorsága, hogy szembeszálljon a Führerrel.
Japán szinkronhangja: Hamada Kenji. Angol szinkronhangja: Kyle Hebert. Magyar szinkronhangja: Vári Attila.

#### Heymans Breda
Mustang őrnagya, Havoc társa. A csapatbontás után Délre kerül, ahonnan folyamatosan beszámol a történtekről Mustangnak. Továbbá ő segített elrejteni Maria Rosst Xerxes romjainál. Fél a kutyáktól.
Japán szinkronhangja: Shimura Tomoyuki. Angol szinkronhangja: Josh Berry. Magyar szinkronhangja: Szatmári Attila.

#### Denny Bloch
Maria Ross társa. Szoros köztük a kapcsolat. Kissé bohókás és együgyű, de komolyan veszi a tisztséget. Mikor meghallja, hogy Mustang megölte Rosst, akkor nagyon magába zuhan. Később ő is megtudja az igazat, majd mikor újra találkozik Rossal, akkor szinte nem hisz a szemének.
Japán szinkronhangja: Harada Masao. Angol szinkronhangja: Jim Foronda. Magyar szinkronhangja: Markovics Tamás.

#### Maria Ross
Armstrong nevezte ki őt és Denny Blocht Ed és Al testőreinek. Hughes halála előtt ő volt az utolsó, akivel együtt látták, ezért ő lett az első számú gyanúsított. Mikor nem tudott elszámolni a pisztolyából hiányzó tölténnyel, akkor letartóztatták, mint Hughes gyilkosát. Ed elmondta Mustangnak, hogy mi történt az 5-ös labornál, így Mustang számára is világossá vált, hogy nem ő a gyilkos. Megszöktették, majd Mustang és Breda biztos helyre vitték.
Japán szinkronhangja: Saiga Mitsuki. Angol szinkronhangja: Meredith McCoy. Magyar szinkronhangja: Pálfi Kata.

#### Sheska
Az Állami Könyvtárban dolgozott egy időben, majd kirúgták, mert munka helyett is olvasott. Miután Sebzett leégette az Állami Könyvtár egy részét, kiderült, hogy Sheska mindent, amit olvasott, meg is jegyzett, így Hughes alezredes mellé nevezik ki, hogy pótolják az elveszett iratokat. Az alezredes (később dandártábornok) halála után saját nyomozásba kezd, és elég nyilvánvaló jeleket leplez le arról, hogy a hadseregben néhány homunculus van beépülve.
Japán szinkronhangja: Wakabayashi Naomi. Angol szinkronhangja: Gwendolyn Lau. Magyar szinkronhangja: Laudon Andrea.

#### Vato Falman
Először a vonaton tűnik fel, ahol fogva tartották Hakuro tábornokot, mert testőreként szolgált. Később Mustang szolgálatába helyezte, és az ő keze alatt dolgozott. Rangja altiszt.
Japán szinkronhangja: Murozono Takehiro. Angol szinkronhangja: Kyle Hebert. Magyar szinkronhangja: Vári Attila.

#### Kain Fuery
Ő is Mustang őrnagya, akit Nyugatra küldtek a frontvonalra. Általában ő kezeli a rádiót.
Japán szinkronhangja: Shiratory Tetsu. Angol szinkronhangja: Kevin M. Connolly. Magyar szinkronhangja: Kisfalusi Lehel.

#### Jean Havoc
Mustang őrnagya. Ő is szereti a nőket, de ha Mustang a közelében van, akkor nem is néznek rá. Az egyik homunkulusz, Buja férkőzött a közelébe, hogy megtudja hol tart a kutatásuk. Mikor kiderült Bujáról, hogy egy homunkulusz, akkor Mustang és Havoc megtámadják. A harcban Havoc gerince megsérült, így lebénult az alsóteste, el kellett hagynia a hadsereget és vidéken a család kis boltjában kezdett dolgozni. Szoros baráti szálak fűzik Mustanghoz, ugyanis ilyen állapotban is segít neki, ahol tud. A történet végén Mustang a Bölcsek kövével akarja őt meggyógyítani.
Japán szinkronhangja: Matsumoto Yasunori. Angol szinkronhangja: Mike McFarland. Magyar szinkronhangja: Hamvas Dániel.

#### Riza Hawkeye
Roy Mustang testőre, a sorozat nagy része alatt hadnagy, főhadnagy. Szigorú nő, rendezett, nem mutatja ki túlságosan az érzelmeit. Az ishvali háborúban mesterlövészként vált ismertté, profi céllövő, elsődleges fegyvere a pisztoly. A sorozat 13. részében befogad egy kiskutyát, kit Black Hayatének, magyarul Fekete Fantomnak nevez el. A kutyát szigorú szabályok közt tartja, így az nagyon hamar engedelmes lesz. Riza apja volt az első alkimista, aki a tüzet használta fegyvereként és ennek "titkát" Riza hátára tetoválta, amit így Mustangra hagyott. Ennek a képletnek egy részét saját kérésére Mustang elégeti. Megesküdött, hogy az élete árán is megvédi Royt. Nagy szoros kapcsolat van közte és Mustang közt. Az animében nem túl nyilvánvaló, de a mangában már annál inkább, hogy szorosabb kapocs fűzi Mustanghoz, mint a testőrség. Mustang parancsba adta neki, hogy ha nagyot hibázik, akkor nyugodtan lője hátba, nehogy túl nagy galibát okozzon.
Japán szinkronhangja: Neya Michiko. Angol szinkronhangja: Colleen Clinkenbeard. Magyar szinkronhangja: Nyírő Beáta (a 2003-as anime), Makay Andrea (a 2009-es anime).

#### Maes Hughes
Roy Mustang legjobb barátja, már az ishvali háborúban is együtt harcoltak. Hughes megfogadta, hogy Mustang alá dolgozva felsegíti őt a csúcsra. A hadsereg körein belül nyomozó. Van egy felesége, Gracia, később egy lánya, Elysia. Életvidám, optimista férfi, a legfontosabb dolog számára a kislánya, akinek a képét mindenkinek mániákusan mutogatja és dicséri. Meg tudja különböztetni a munkát az élettől, hiába az aggasztó hadseregi hírek, ő ugyanolyan jópofa marad. Egyik célja az volt, hogy Roy Mustangot, mint legjobb barátját a ranglétra csúcsára juttassa. Folyton azzal nyaggatja Mustangot, hogy házasodjon meg. Gyorsan megbarátkozik Eddel és Allal. Mikor Ed felhívja a figyelmét a homunkuluszokra, nyomozni kezd, de túl nyilvánvaló nyomokat talál az ellenség céljaira, ezért a homunkulusok csapdába csalják és Irigy (csapdaként Maes feleségének külsejét magára öltve) megöli. Halála után dandártábornokká léptetik elő.
Japán szinkronhangja: Fujiwara Keiji. Angol szinkronhangja: Sonny Strait. Magyar szinkronja: Oberfrank Pál.

#### Yoki
Ed-ék miatt elvesztette szénbányáját ezért bosszút akar állni rajtuk. Sebzettel együtt utazik, majd May Chang-et megtalálja. Később segít az Elric fivéreknek.
Jaán szinkronhanja: Yao Kazuki. Angol szinkronhangja: Barry Yandell. Magyar szinkronhangja: Bácskai János.

### Kimérák
A kimérák olyan élőlények, amiket egy másikkal kereszteztek, így különleges képességre szert téve.

#### Kapzsi kimérái
Dolchetto: egyike azon kiméráknak, akiket azért hoztak létre, hogy beszivárogjanak Ishvalba és káoszt szítsanak. A háború után őt és társait meg akarták ölni azonban sikerült elmenekülniük és csatlakoztak Kapzsihoz. Dolchettot egy kutyával keresztezték, így nagyon hűséges és jó a szaglása. A Führer végzett vele.
Roa: Dolchetto társa, egy bikával keresztezték. Ő is csatlakozott Kapzsihoz. Armstronggal megküzdött, de közel azonos szinten álltak, ezután Dolchettoval Kapzsit akarták megvédeni a Führertől, de az megölte őket.
Marthel: Dolchetto, Roa és Kapzsi társa, őt egy kígyóval keresztezték. Dolchettoval és Roával együtt tökéletes kimérák. Mikor a Führer megölte társait, ő Al páncéljában rejtőzött – mivel meg akarták őt védeni társai-, de a Führer a páncélon keresztül őt is leszúrta.

#### Kimblee kimérái
Heinkel: a hadsereg egy katonája, akit oroszlánnal kereszteztek és Kimbley szolgálatába állítottak. Ő egy tökéletes kiméra, tehát teljesen emberi teste van és át tud változni oroszlánná. Mikor társaival rájön, hogy Kimbley nem törődött az életükkel, Ed pedig megmentette őket, akkor Edék oldalára állnak. Később nagy segítséget jelent új szövetségesei számára. Mikor úgy tűnt, hogy őt és Alt is legyőzte Kimbley és Selim, akkor a Bölcsek kövét használva átharapja Kimbley torkát és ennek is hála megmenekülnek. Ed Oroszlánkirálynak hívja őt.
Darius: ő is egy tökéletes kiméra. Gorillává tud átváltozni, Kimbley alatt szolgált. Ő is Edék oldalára áll és mindvégig segít nekik. Heinkellel együtt kényelmesen érzik magukat kiméraként. Ed Donkey Kongnak hívja. A történet legvégén megtudjuk, hogy Heinkellel és Yokival egy cirkuszban kezdtek el dolgozni.
Zampano: egy tökéletes kiméra és Kimbley katonája, vaddisznóvá tud átalakulni. Ő és Jerso mindenáron visszakarják kapni eredeti testüket, ezért bármire képesek lennének. Ők ketten Allal tartanak és segítik útján.
Jerso: ő a Kimbley alá tartozó 4. tökéletes kiméra, békává tud átalakulni. Mindenáron vissza akarja kapni eredeti testét, csak úgy, mint Zampano. A történet végén mindketten Allal mennek Xingbe, mintha a testőrei lennének. Ezzel az a céljuk, hogy Al amint megtudja, hogy változtathatja őket vissza teljesen, ne kelljen várniuk rá.

### Ishval
Ishval (a 2003-as animében Ishbal) az első város ahol megpróbálták létrehozni a Bölcsek Kövét. A lakóinak feltűnően vörös volt a szeme, és nem hittek az alkímiában. Saját istenüknek éltek, Ishvalnak.
Lázadások és forrongások törtek ki, melyeket a hadsereg próbált elfojtani. Mivel a seregben rengeteg volt a sebesült, ezután bevetették az állami alkimistákat, kiknek különleges hatalmuk mellett volt egy átmeneti Bölcsek Köve, mellyel megtöbbszörözték hatalmukat. Ezzel kiirtották majdnem az egész népet. Akik el tudtak menekülni, azok rejtett táborokba menekültek, de Ishval városa majdnem teljesen eltűnt a sivatagban. Az Ishbáliak közé tartozik Sebzett is.

#### Sebzett
Egy ishvali pap, aki a háborúban mindenét elveszítette. Az ő bátyja volt az, aki meg akarta menteni Ishvalt azzal, hogy a saját testében létrehozza a bölcsek kövét. Az ishvali háborúban Kimbley megölte a bátyját, majd neki is maradandó sérülést okozott az arcán, innen ered a neve, és lerobbantotta a karját. Mikor Sebzett felébredt megvolt a jobb karja, ugyanis a bátyja a saját jobb karját adta Sebzettnek, így megmentette az életét. Sebzett egy kis házban ébredt fel ahol Rockbellék (Winry Rockbell szülei) az ishvaliakat gyógyították, amikor Sebzett meglátta hogy bátya karja van az ő karja helyett annyira feldühödött, hogy megölte Rockbelléket (Mert kék szemük miatt látszott hogy alkimisták, mert a háborúba minden alkimista katonának élénk kék volt a szeme). Arra tette fel az életét, hogy minden állami alkimistát megöljön a jobb kezével, amit a bátyja hagyott rá. Ezen a kezén alkimista jelek vannak és az Egyenértékűség elvét elvetve pusztít vele. Többször szembekerül Eddel, de végül megbékélnek egymással és közösen veszik fel a harcot a homunculuszok ellen. A Führer elleni harcban használja először a bal kezét is harc közben, amin szintén alkimista jelek vannak, de ezzel a karral javítani, átalakítani tud. A Führer kis híján végzett vele. A történet végén Mira Armstrong magához veszi katonaként.
A 2003-as animében időközben felbukkant Kimbley bombát csinál Al-ból. Sebzett megmentette Alt, ezután működésbe hozta az alkimista kört. Ő is meghalt, azonban létrehozta Al páncéljában a bölcsek kövét.
Japán szinkronhangja: Okiayo Ryotaro. Angol szinkronhangja: Dameon Clarke. Magyar szinkronhangja: Viczián Ottó.

### Xing

#### Ling Yao
Xing birodalom egyik hercege, aki a halhatatlanságot kutatja. Mikor "Apa" elfogja őt, akkor úgy gondolja, hogy tökéletes lenne az új Kapzsinak, ezért belerakja a Bölcsek kövét. Így Ling lett a második Kapzsi. Az elsőhöz hasonlóan ő is otthagyja a többi homunkuluszt és a Führert is megpróbálja megölni. Kapzsi személyisége azonban nem tud Ling fölé kerekedni, így felváltva használják Ling testét és barátokká vállnak. Ha veszély van harc közben, akkor Kapzsi veszi át a test fölötti uralmat és magára ölti a páncélt, ha Ling ismerősei vannak a közelben vagy ha a helyzet úgy kívánja, akkor Ling személyisége kerül előtérbe. A történet végén Kapzsi feláldozza magát, így megmenti Linget és segít Ednek legyőzni "Apát".
Japán szinkronhangja: Miyano Mamoru. Angol szinkronhangja: Todd Haberkorn. Magyar szinkronhangja: Előd Álmos.

#### Lan Fan
A Yao család egyik védelmezője, Ling testőre. Nagyon komoly és mindig Ling-gel van. Nagyapja Fu. A Führer-rel és Falánkkal vívott harcban, hogy megmentse saját és társai életét levágta a bal karját. Később egy ismeretlen (a 2003-as animében Winry) készített neki egy automailt. Ezt leszámítva kedves lány, aki mindent megtesz Ling-ért.
Japán szinkronhangja: Mizuki Nana. Angol szinkronhangja: Trina Nishimura. Magyar szinkronhangja: Csuha Bori.

#### Fu
Ling másik testőre, Lan Fan nagyapja. Szinte mindenhol ott van, hall és tud szinte mindenről. Central ostromakor életét veszti a Führer ellen vívott harcban.
Japán szinkronhangja: Hori Katsunosuke. Angol szinkronhangja: Kenny Green. Magyar szinkronhangja: Barbinek Péter.

#### May Chang
Xingből származik az egyik klánból és a halhatatlanságot keresi, hogy megnyerje a császár jóindulatát és az ő klánja uralkodhasson.
Japán szinkronhangja: Goto Mai. Angol szinkronhangja: Monica Rial. Magyar szinkronhangja: Kiss Bernadett.

### Egyéb

#### Kaszaboló Barry
Sorozatgyilkos, aki feldarabolja áldozatait. Halálraítélt volt, az ötös labort kellett őriznie, lelkét kiszakították testéből és másik testbe rakták a homonkuluszok. Később Ed-ék oldalára áll.

#### Trisha Elric
Az Elric fivérek szerető édesanyja.
Japán szinkronhangja: Takamori Yoshino. Angol szinkronhangja: Lydia Mackay. Magyar szinkronhangja: Nyírő Eszter (a 2003-as anime), Fehér Mónika (a 2009-es anime).

#### Cornello atya
A sorozatban az első két részben szereplő gonosz, kinek ujján, gyűrű formájában ott csillog a Bölcsek Köve. Egy egész várost, Liort tart tévhitben, s bár Edék a Kőért mennek oda, megszabadítják a várost is – amit azután katonák lepnek el. Cornellot a második részben megölik a homunkulusok.
Japán szinkronhangja: Kinryuu Arimoto. Angol szinkronhangja: Andy Mullins. Magyar szinkronhangja: Bolla Róbert.

#### Rose Tomas
Japán szinkronhangja: Kuwashima Houko. Angol szinkronhangja: Colleen Clinkenbeard. Magyar szinkronhangja: Szabó Zselyke.

#### Basque Grand
Ő is részt vett az ishvali háborúban és kapott egy hamis Bölcsek Kövét. Ő a vasvérű alkimista, halála előtt dandártábornok volt. Az ő irányítása alá tartozott az 5-ös labor, ahol különleges kísérletek folytak és ahol fogva tartották Kapzsit. Basque Grandot Sebzett ölte meg.
Japán szinkronhangja: Aomori Shin. Angol szinkronhangja: R. Bruce Elliott. Magyar szinkronhangja: Papucsek Vilmos.